# Gabriel Agbonlahor
Gabriel ("Gabby") Imuetinyan Agbonlahor (Birmingham, 13 oktober 1986) is een voormalig Engels profvoetballer van Nigeriaans-Schotse afkomst die doorgaans als centrumspits speelde. In het seizoen 2005-'06 stroomde hij door vanuit de jeugdopleiding van Aston Villa, waar hij in september 2014 zijn contract verlengde tot medio 2018. In november 2008 debuteerde Agbonlahor in het Engels voetbalelftal. Op 27 maart 2019 zette hij een punt achter zijn carrière na een half jaar zonder club te hebben gezeten.

## Clubcarrière

### Jeugdcarrière
Agbonlahor werd bij Great Barr Falcons gescout door Aston Villa, dat hem in haar jeugdopleiding opnam. In het seizoen 2002-03 speelde hij voor het eerst in het Aston Villa Academy System en scoorde hij negen doelpunten in achttien wedstrijden. Het seizoen daarna scoorde hij 35 keer in 29 wedstrijden. Voor het tweede team van Aston Villa scoorde hij in het seizoen 2004-05 achttien doelpunten in 22 wedstrijden. Met 62 doelpunten in 71 wedstrijden zette hij een jeugdrecord neer bij Aston Villa.
Agbonlahor kwam in Aston Villa's jeugdteam uit op een toernooi onder 20 in Adelaide. Hij scoorde in de openingswedstrijd, die met 2-0 werd gewonnen van AIS. In een 2-2 gelijkspel tegen AC Milan scoorde hij opnieuw (Villa won na strafschoppen). Ook scoorde Agbonlahor een keer in de 4-1-overwinning tegen Tokyo Verdy. In de finale vond hij tweemaal het net in de 5-0-overwinning tegen Team S.A. Agbonlahor speelde tussen 2003 en 2006 37 keer voor het tweede team, waarvoor hij negentien keer scoorde. Tegen het tweede team van Manchester United schoot hij drie ballen achter doelman Tim Howard (uitslag 3-0).
Zijn debuut in het profvoetbal volgde in oktober 2005, waarin hij twee maanden werd uitgeleend aan Sheffield Wednesday.

### Aston Villa
Agbonlahor debuteerde op 18 maart 2006 voor Aston Villa in de Premier League, tegen Everton op Goodison Park. Hij scoorde daarbij in de 63e minuut, maar Villa verloor met 4-1.
In seizoen 2005-'06 scoorde Agbonlahor twee keer in de 5-0-overwinning tegen Walsall. Ook maakte hij een doelpunt in de 2-1 nederlaag in een oefenwedstrijd tegen N.E.C.. Agbonlahor begon het seizoen op de rechterflank onder manager Martin O'Neill. Zijn eerste goal van het seizoen kwam in de 2-0-overwinning tegen Charlton Athletic. Tegen Chelsea kopte hij vlak voor rust de 1-1 binnen na een voorzet van Liam Ridgewell. Agbonlahor tikte in de bekerwedstrijd tegen Leicester City in de blessuretijd de 3-2 binnen. De daaropvolgende wedstrijd scoorde hij de 'eretreffer' in het eerste verlies van Aston Villa dat seizoen, na tien wedstrijden achter elkaar ongeslagen.
Agbonlahor scoorde ook tegen onder meer Manchester United en Liverpool en met een late treffer tegen Watford op 20 januari 2007. Hij speelde iedere minuut voor Villa dat seizoen totdat hij op 20 februari in de uitwedstrijd tegen Reading werd vervangen door Patrik Berger. De wedstrijd daarna werd Agbonlahor niet opgesteld, maar vervangen door Shaun Maloney. Agbonlahor kampte met een beginnende voetblessure. Toen hij terugkwam in de basis, scoorde hij in drie wedstrijden achter elkaar. De week daarna verlengde hij zijn contract met vier jaar. De volgende wedstrijd begon hij in de spits op de plaats van de afwezige John Carew en scoorde hij opnieuw.
Agbonlahor scoorde in seizoen 2007-'08 op 2 september in een 2-0 zege op Chelsea. Tegen Birmingham City scoorde hij het winnende doelpunt in de 86e minuut. Na dertien wedstrijden was Agbonlahor clubtopscorer met zes competitiedoelpunten. Op 7 december werd hij verkozen tot 'beste jeugdspeler van de maand' in de Premier League.
Op 15 augustus 2008 verlengde Agbonlahor tot de zomer van 2012 bij Aston Villa. In de openingswedstrijd tegen Manchester City maakte hij een 'gouden hattrick' in een tijdbestek van zeven minuten. Hiermee kwam hij tweede te staan in de lijst van 'snelste hattricks in de Premier League'.

## Clubstatistieken
| Seizoen | Club                  | Competitie     | Duels | Goals |
| ------- | --------------------- | -------------- | ----- | ----- |
| 2005/06 | Aston Villa           | Premier League | 9     | 1     |
| 2005/06 | → Watford             | Championship   | 8     | 0     |
| 2005/06 | → Sheffield Wednesday | Championship   | 2     | 0     |
| 2006/07 | Aston Villa           | Premier League | 38    | 9     |
| 2007/08 | Aston Villa           | Premier League | 37    | 11    |
| 2008/09 | Aston Villa           | Premier League | 36    | 11    |
| 2009/10 | Aston Villa           | Premier League | 36    | 13    |
| 2010/11 | Aston Villa           | Premier League | 26    | 3     |
| 2011/12 | Aston Villa           | Premier League | 33    | 5     |
| 2012/13 | Aston Villa           | Premier League | 28    | 9     |
| 2013/14 | Aston Villa           | Premier League | 30    | 4     |
| 2014/15 | Aston Villa           | Premier League | 34    | 6     |
| 2015/16 | Aston Villa           | Premier League | 15    | 1     |
| 2016/17 | Aston Villa           | Championship   | 13    | 1     |
| 2017/18 | Aston Villa           | Championship   | 6     | 1     |

## Interlandcarrière
Op 20 september 2006 werd Agbonlahor opgeroepen voor het Nigeriaans voetbalelftal onder 20 om tegen Rwanda te spelen, maar weigerde omdat hij voor Engeland wilde uitkomen. Op 26 september 2006 werd Agbonlahor opgeroepen voor het Engels voetbalelftal onder 21. De eerste keer dat hij werd opgesteld was tegen Duitsland. Agbonlahor scoorde de openingstreffer tegen Montenegro onder 21. Op 1 februari werd Agbonlahor opgenomen in het Engelse A-team door bondscoach Fabio Capello, maar door een blessure ging het alsnog niet door. In november 2008 debuteerde hij alsnog in het Engels voetbalelftal.